# Hormisda I
Hormisda Artaxer, mais conhecido por seu nome dinástico de Hormisda I (em persa médio: 𐭠𐭥𐭧𐭥𐭬𐭦𐭣; romaniz.: Hormizd; em latim: Hormisda; em grego: Ορμισδας; romaniz.: Ormisdas), foi o terceiro xainxá do Império Sassânida, que governou de maio de 270 a junho de 271. Era o terceiro filho de Sapor I (r. 240–270), sob quem foi governador-rei da Armênia, e também participou das guerras de seu pai contra o Império Romano. O breve período de Hormisda I como governante foi praticamente monótono. Construiu a cidade de Hormisda-Ardaxir (atual Avaz), que hoje continua sendo uma grande cidade no Irã. Promoveu o sacerdote zoroastrista Cartir ao posto de sacerdote principal (mobede) e deu ao profeta maniqueísta Maniqueu permissão para continuar sua pregação. Foi sob Hormisda I que o título de "xainxá de arianos e não arianos" foi regularizado na cunhagem do Império Sassânida; anteriormente, o título real era geralmente "xainxá dos arianos". Hormisda I foi sucedido por seu irmão mais velho, Vararanes I.

## Nome
O teônimo Hormisda é a versão latina do persa médio Hormisde (𐭠𐭥𐭧𐭥𐭬𐭦𐭣; Hormizd), Ormasde (Ōhrmazd), Hormosde / Ormosde ((H)ormozd), Ormusde (Ormozd) ou Oramasde (Ohramazd), o nome da divindade suprema no zoroastrismo, cujo nome avéstico era Aúra-Masda (Ahura-Mazdāh). Foi registrao em persa antigo como Auramasda (Auramazdā), em grego como Hormisdas (Ορμίσδας, Ormísdas), Hormisdes (Ορμίσδης, Ormísdēs), Horomazes (Ωρομάζης, Oromázēs) e Hormisdates (Ορμισδάτης, Ormisdátēs), em árabe era Hormuz (هرمز), em armênio como Oramasde (Օրամազդ; Oramazd) e Ormisde (Որմիզդ, Ormizd) e em georgiano era Urmisde (ურმიზდი, Urmizd). Seu nome pessoal era "Hormisda Artaxer", uma combinação de "Hormisda" e "Artaxer", sendo este último o equivalente grego do persa médio Ardaxir (Ardashir), que derivou do persa antigo Ṛtaxšira (também escrito Artaxšaçā), que significa "cujo reinado é através da verdade (asha)".

## Vida

### Família
Hormisda era o terceiro filho de Sapor I (r. 240–270). Segundo a tradição posterior, a mãe de Hormisda era Curdezade, filha do dinasta parta Mitraces, que por vezes se assume ser a Cornanzém citada na inscrição Feitos do Divino Sapor presente no Cubo de Zaratustra. Seus dois irmãos mais velhos eram Vararanes (o mais velho) e Sapor, enquanto Narses era seu irmão mais novo. Tinha duas irmãs chamadas Aduranaíde e Saburductace. Seu avô foi Artaxer I, o fundador do Império Sassânida. Os sassânidas suplantaram o Império Arsácida como soberanos do Irã em 224, quando Artaxer derrotou e matou o último xainxá arsácida Artabano IV (r. 213–224) na Batalha de Hormusgã.

### Ascensão

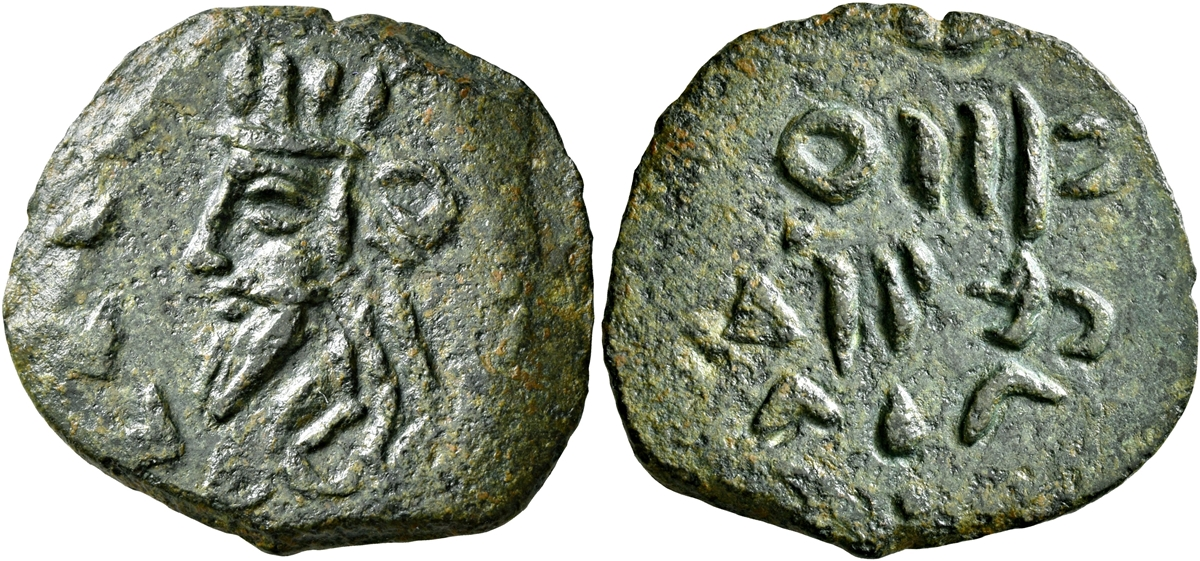
Dracma de r.

Hormisda é citado pela primeira vez durante as guerras de Sapor I contra o Império Romano. Em 252, Sapor conquistou o Reino da Armênia ao expulsar o arsácida Tiridates II (r. 217–252) e nomeou seu filho Hormisda como "grão-rei dos armênios" (Wuzurg Šāh Arminān), um título prestigioso criado para aplacar os armênios. Muitos historiadores modernos acreditam que Hormisda tenha participado na segunda expedição romana de Sapor I, que ocorreu nas províncias romanas da Síria, Cilícia e Capadócia, e que durou de 253 a 256. Isto é apoiado pelos relatórios das conquistas da Capadócia. Nos Feitos do Divino Sapor, o xainxá registro uma sucessão de cidades conquistas ao longo da guerra:
| “ | Anata, Birta de Arupã, Birta de Esforacena [Asporacã], Sura, Barbalisso, Mambuque [Hierápolis], Alepo [Beroia], Quinacerim [Cálcis], Apameia, Rafaneia, Zeugma, Úrima, Gindaro, Larmenaza, Selêucia, Antioquia, Cirro, [outra] Selêucia, Alexandreta, Nicópolis, Sinzara, Hama, Arrastane, Dicor, Dolique, Dura, Circúsio [Circésio], Germanícia, Batna e Quanar, e na Capadócia as cidades de Satala, Domana, Artangil, Suisa, Sinda, Freata. Um total de 37 cidades com cercanias. | ” |

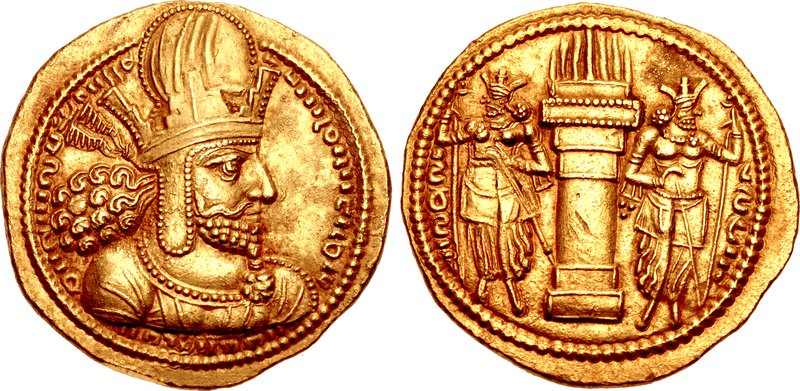
Dinar de

A informação disponível indica que foram ocupadas numa sucessão de campanhas, com Antioquia como objetivo final, e a ordem que aparecem pode indicar a rota. A julgar pelo provável caminho seguido pelas tropas de Sapor, as cidades capadócias listadas foram incluídas sob a forma de apêndice na inscrição, pois é mais plausível supor que foram conquistadas por Hormisda a partir da Armênia. A Capadócia não parece ter sido a única área em que Hormisda lutou: de acordo com a História Augusta, o rebelde romano Ciríades ajudou Sapor I e certo Odomastes na conquista de Antioquia. O nome Odomastes é uma transliteração incorreta de Hormisda e pode, portanto, sugerir que depois de saquear a Capadócia, Hormisda participou do cerco de Antioquia em 253. O historiador armênio Agatângelo, do século IV, afirma que este título só foi dado ao herdeiro do xainxá. Quando Sapor I estava em seu leito de morte, coroou Hormisda como o novo xainxá dos arianos, em maio de 270.

### Reinado

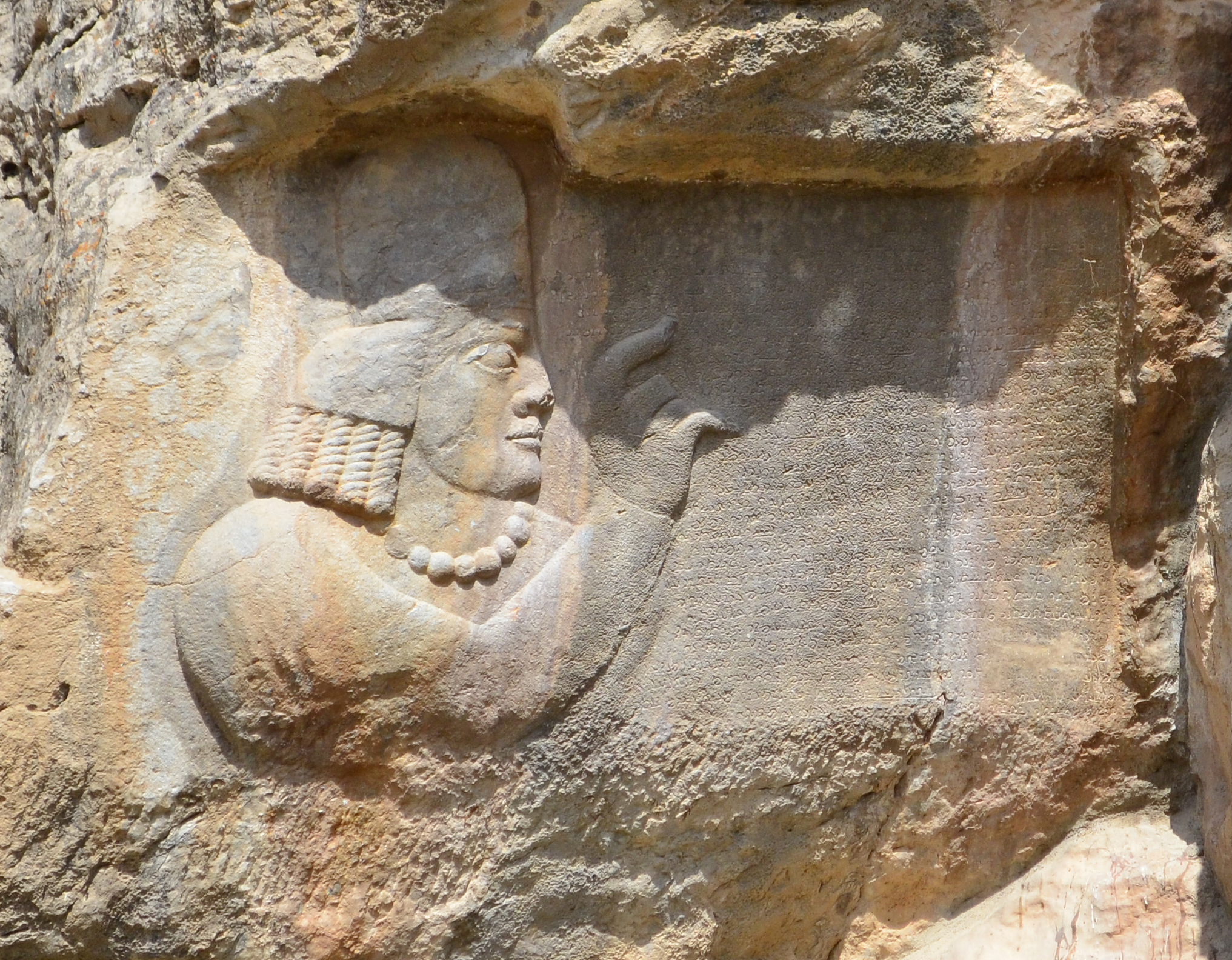
Inscrição de Cartir em Naquexe-e Rajabe

Pouco se sabe sobre o reinado de Hormisda. Supostamente deu ao sacerdote zoroastrista Cartir roupas que eram usadas pela classe alta, o boné e o cinto (culafe e camarbande) e o nomeou sacerdote principal (mobede). Tal como o seu pai, também concedeu ao profeta maniqueísta Maniqueu permissão para continuar a sua pregação. Não está claro por que Hormisda apoiou Cartir e Maniqueu, ambos representando uma religião diferente. O iranólogo Touraj Daryaee sugeriu que isso possivelmente fazia parte de sua tentativa de controlar ambas as religiões, que buscavam se tornar a principal religião do império. De acordo com o iranólogo Prods Oktor Skjaervo, Hormisda era como seus dois antecessores, um "zoroastrista morno". Geralmente recebeu o epíteto de nēw ou yaxī/yaxē (ambos significando "corajoso") em fontes maniqueístas do Médio Irã, possivelmente indicando suas realizações na guerra. Foi aparentemente sob Hormisda que os dois festivais de Ano Novo (Noruz) no mês de Faruardim foram unidos para criar um festival que durou seis dias. Em fontes primárias, é creditado como o fundador da cidade de Hormisda-Ardaxir (atual Avaz), no entanto, em alguns casos, Artaxer I também é atribuído como seu fundador. Historiadores modernos (citando As Capitais Provinciais do Irã) geralmente consideram-no como o verdadeiro fundador. Também fundou a cidade de Rã-Hormisda-Ardaxir (que significa "paz de Hormisda de Ardaxir"), abreviada como Rã-Hormisda. Fundou novamente a cidade de Artemita como Dastaguirde, cuja residência real serviria mais tarde importante aos xainxás Cosroes I (r. 531–579) e Cosroes II (r. 590–628). Hormisda não foi sucedido por seu filho Hormosdaces, mas por seu irmão Vararanes (que ficou conhecido como Vararanes I), que ascendeu ao trono com a ajuda de Cartir. De acordo com o folclore local, Hormisda foi enterrado em Rã-Hormisda.

## Cunhagem e ideologia imperial

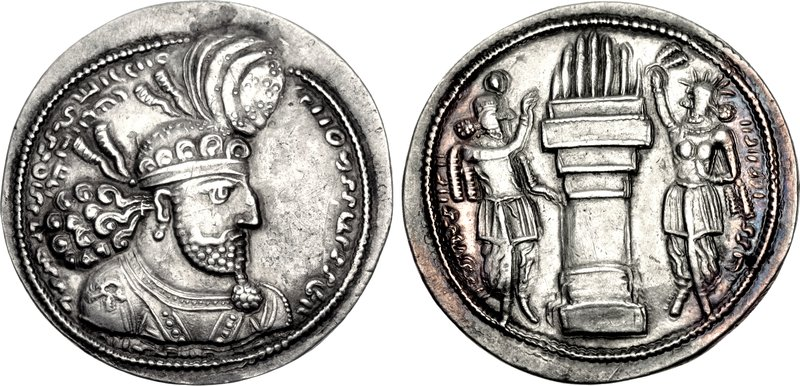
Dracma de Hormisda

Enquanto Artaxer I e Sapor I geralmente usavam o título de "xainxá [rei dos reis] dos (arianos)" em suas moedas, Hormisda teve o título ligeiramente modificado, adicionando a frase "e não arianos". Seu título completo era, portanto, "o divino Hormisda, adorador de Masda, xainxá dos arianos e não arianos, cuja imagem/brilho vem dos deuses" (Mazdēsn bay Ōhrmazd šāhān šāh Ērān ud Anērān kēčihr az yazdān). A frase "e não arianos" já havia sido usada nas inscrições de Sapor I, e em casos raros em suas cunhagens, mas foi regularizada pela primeira vez sob Hormisda. O título estendido demonstra a incorporação de novo território ao império, porém o que foi precisamente visto como "não ariano" (aneran) não é certo. O reverso da cunhagem de Hormisda retratava dois atendentes, um acréscimo que foi feito pela primeira vez por Sapor I, em cuja cunhagem ambos os atendentes são retratados usando coroas murais, enquanto desviam o olhar do templo do fogo entre eles. Eles provavelmente representavam o xainxá. Na cunhagem de Hormisda, os atendentes ficam de frente ao templo e usam coroas diferentes. A figura do lado esquerdo representa Hormisda, enquanto a figura da direita - dependendo da sua representação - representa as divindades iranianas Mitra ou Anaíta.